# Okręty podwodne typu L-1
Okręty podwodne typu L-1 – amerykańskie okręty podwodne z czasów pierwszej wojny światowej oraz okresu międzywojennego. Jednostki te były dalszym ciągiem rywalizacji koncepcji konstrukcyjnych Simona Lake'a oraz Johna Hollanda. Jednokadłubowe jednostki produkowane według projektu powiązanej z Hollandem stoczni Electric Boat, nękane były licznymi problemami technicznymi maszynowni, co opóźniło ich wejście do służby. Jednostki te były jednak pierwszymi amerykańskimi okrętami podwodnymi wyposażonymi w działo pokładowe, które umieszczone było na częściowo chowanej podstawie, co umożliwiało zmniejszenie oporów hydrodynamicznych podczas pływania podwodnego.
| Stocznia   | Okręt              | Wodowanie            |
| ---------- | ------------------ | -------------------- |
| Fore River | USS „L-1” (SS-40)  | 20 stycznia 1915     |
| Fore River | USS „L-2” (SS-41)  | 11 lutego 1915       |
| Fore River | USS „L-3” (SS-42)  | 15 marca 1915        |
| Fore River | USS „L-4” (SS-43)  | 3 kwietnia 1915      |
| Fore River | USS „L-9” (SS-49)  | 27 października 1915 |
| Fore River | USS „L-10” (SS-50) | 16 marca 1916        |
| Fore River | USS „L-11” (SS-51) | 16 maja 1916         |

Okręty projektu Electric Boat sprawdziły się podczas pierwszej wojny światowej, prowadząc patrole ZOP. Mimo kłopotów z napędem jednostki te służyły do roku 1930.